# 宋志益
宋志益（1681年—1724年），字亮虞，號端齋，江南蘇州府長洲縣人，清朝政治人物。

## 生平
宋志益來自蘇州長洲宋氏家族。曾祖宋學朱，祖父宋宓，父宋廣業，母為庠生陳三辰女。宋志益為宋廣業次子，長洲貢生，歷任刑部福建司員外郎、刑部廣西司郎中，康熙五十二年（1713年）任廣東肇慶府知府，任內曾重修包公祠，留有《重修包孝肅公祠堂記》，《肇慶府志》有其宦績傳，授中憲大夫。五十八年（1719年）丁父憂，服闋後不再出仕，雍正二年（1724年）卒。

## 家庭
夫人為正定縣知縣嘉興徐王駰女；側室何氏。有六子：宋允清（出嗣伯父宋志稷）、宋允文、宋允康、宋允寧、宋允奇及宋允秀。還有二女：長女嫁安化縣知縣太倉錢孟揚；次女嫁繆敦仁。